# Albansk gölgroda
Albansk gölgroda (Pelophylax shqipericus) är en art i familjen äkta grodor (Ranidae) som tillhör ordningen stjärtlösa groddjur.

## Utseende
Den albanska gölgrodan har en klargrön rygg med väl avgränsade svarta fläckar och mera diffusa fält i grönbrunt. Buken är ljus. Trumhinnan är väl synlig. Längden är mellan 6 och 8 cm. Den har en tydlig, upphöjd fotrotsknöl på bakfoten.

## Utbredning
Grodan finns i Albanien och Montenegro.

## Vanor
Den albanska gölgrodan finns i låglänta områden nära kusten. Den har observerats i vattensamlingar med riklig vegetation, som diken, träskmarker, nära bankarna på långsamma vattendrag och vid kusten av Shkodrasjön (på gränsen mellan Montenegro och Albanien vid Shkodra). Den fortplantar sig i samma vatten som den lever i.

## Status
Grodan är klassificerad som starkt hotad ("EN", underklassifiering "B1ab(iii)"), framför allt på grund av utdikningar och vattenföroreningar till följd av jordbruk och industri, bland annat gruvdrift.